# Telamona maculata
Telamona maculata är en insektsart som beskrevs av Van Duzee. Telamona maculata ingår i släktet Telamona och familjen hornstritar. Inga underarter finns listade i Catalogue of Life.